# Comuna Băbăița, Teleorman
Băbăița este o comună în județul Teleorman, Muntenia, România, formată din satele Băbăița (reședința) și Merișani. Activitățile specifice sunt agricultura, creșterea animalelor, cultivarea terenului, piscicultura și apicultura.

## Istorie
La sfârșitul secolului al XIX-lea, comuna făcea parte din plasa Glavaciocul din județul Vlașca, având în componență cătunele Băbăița și Călugărița, cu o populație de 2087 de locuitori. În comună exista o școală mixtă și o biserică. Anuarul Socec din 1925 consemnează comuna în plasa Călniștea a aceluiași județ și cu o populație de 1750 de locuitori.
În anul 1950, comuna a trecut în administrația raionului Alexandria, al regiunii Teleorman, raion care, doi ani mai târziu, a fost inclus în regiunea București. În anul 1964, satul Călugărița a primit numele de Merișani, iar în anul 1968, comuna a trecut la județul Teleorman, cu actuala componență, primind și satele comunei Frăsinet. Comuna Frăsinet a fost reînființată în anul 2004, iar de la aceea dată, comuna are actuala structură.

## Obiective turistice
În comuna Băbița pot fi găsite următoarele turistice: două biserici, una cu hramul Sfânta Paraschiva (la Băbăița) și cealaltă cu hramul Sfântul Nicolae (la Merișani), Balta Băbăița (45 ha ideal pentru pescuit și agrement) și Pădurea Redie (agrement)

## Monumente istorice
Trei monumente istorice se găsesc în comuna Băbăița, printre care: un monument național construit din lemn de sită adusă pe carul cu boi la 1840 din județul Argeș, un monument al eroilor din cele două războaie mondiale și Conacul George Angelescu (astăzi primăria din localitate), situat în centrul comunei și datând din anul 1900.

## Demografie
Componența etnică a comunei Băbăița
     Români (93,19%)
     Romi (2,05%)
     Alte etnii (0%)
     Necunoscută (4,75%)
Componența confesională a comunei Băbăița
     Ortodocși (94,75%)
     Alte religii (0,19%)
     Necunoscută (5,06%)
Conform recensământului efectuat în 2021, populația comunei Băbăița se ridică la 2.629 de locuitori, în scădere față de recensământul anterior din 2011, când fuseseră înregistrați 3.032 de locuitori. Majoritatea locuitorilor sunt români (93,19%), cu o minoritate de romi (2,05%), iar pentru 4,75% nu se cunoaște apartenența etnică. Din punct de vedere confesional, majoritatea locuitorilor sunt ortodocși (94,75%), iar pentru 5,06% nu se cunoaște apartenența confesională.

## Politică și administrație
Comuna Băbăița este administrată de un primar și un consiliu local compus din 11 consilieri. Primarul, Stelea Vîrtopeanu[*], de la Partidul Social Democrat, este în funcție din octombrie 2020. Începând cu alegerile locale din 2024, consiliul local are următoarea componență pe partide politice:
|  | Partid                          | Consilieri | Componența Consiliului | Componența Consiliului | Componența Consiliului | Componența Consiliului | Componența Consiliului | Componența Consiliului | Componența Consiliului |
|  | ------------------------------- | ---------- | ---------------------- | ---------------------- | ---------------------- | ---------------------- | ---------------------- | ---------------------- | ---------------------- |
|  | Partidul Social Democrat        | 7          |                        |                        |                        |                        |                        |                        |                        |
|  | Partidul Național Liberal       | 3          |                        |                        |                        |                        |                        |                        |                        |
|  | Alianța pentru Unirea Românilor | 1          |                        |                        |                        |                        |                        |                        |                        |